# Metaphycus piceus
Metaphycus piceus är en stekelart som beskrevs av Hoffer 1954. Metaphycus piceus ingår i släktet Metaphycus och familjen sköldlussteklar.
Artens utbredningsområde är:
- Bulgarien.
- Tjeckien.
- Slovakien.
- Rumänien.
- Turkiet.
- Moldavien.

Inga underarter finns listade i Catalogue of Life.